# رؤیایی از بهار
رؤیایی از بهار (انگلیسی: A Dream of Spring) هفتمین و آخرین جلد از مجموعه کتاب‌های ترانه یخ و آتش، نوشتهٔ جرج آر. آر. مارتین، است که تاکنون منتشر نشده‌است. این کتاب‌ها به سبک خیال‌پردازی و فانتزی نوشته شده‌اند.
مارتین تنها در مورد پایان دادن به سریال با رمان هفتم «تا زمانی که تصمیم نگیرم قاطع نباشم» قاطع است. او با هدف اعلام‌شده خود از بیان داستان از ابتدا تا انتها، داستان را به گونه‌ای کوتاه نمی‌کند که در تعداد جلد دلخواه قرار گیرد. او پایان آن را با ضربات گسترده و همچنین آینده شخصیت‌های اصلی را می‌داند، و سریال را با عناصر تلخ و شیرینی به پایان می‌رساند که در آن همه با خوشبختی زندگی نخواهند کرد. مارتین امیدوار است که پایانی شبیه به ارباب حلقه‌ها بنویسد که احساس می‌کرد به داستان عمق و طنین رضایت‌بخشی داده‌است. از سوی دیگر، مارتین به چالش اجتناب از موقعیتی مانند قسمت آخر مجموعه تلویزیونی لاست اشاره کرد که برخی از طرفدارانش را با انحراف بیش از حد از تئوری‌ها و خواسته‌های خود ناامید کرد. در سال ۲۰۱۲، مارتین نگرانی‌های خود را در مورد تکمیل نشدن رؤیای بهار تا زمانی که سریال تلویزیون بازی تاج‌وتخت در خط داستانی خود به رمان‌ها می‌رسد، اذعان کرده بود. در سال ۲۰۱۵، مارتین گفت که رؤیای بهار را همراه با بادهای زمستان نمی‌نویسد، و در اوایل سال ۲۰۱۶ نیز گفت که اعتقاد ندارد رؤیای بهار پیش از آخرین فصل سریال اچ‌بی‌او منتشر شود. در آوریل ۲۰۱۸، مارتین اظهار داشت که کار روی کتاب را شروع نکرده‌است، و در نوامبر همان سال گفت که پس از بادهای زمستان تصمیم می‌گیرد چه کاری انجام دهد: رؤیایی از بهار یا جلد دوم آتش و خون یا یک یا دو داستان برای ماجراهای دانک و اگ. در ماه مه ۲۰۱۹، او تکرار کرد که نوشتن رؤیای بهار را شروع نکرده‌است و پیش از پایان «بادهای زمستان» این کار را نخواهد کرد.
مارتین در طول یک جلسه پرسش و پاسخ در نمایشگاه بین‌المللی کتاب گوادالاخارا ۲۰۱۶ گفت: «من به شما نمی‌گویم چگونه کتابم را به پایان می‌برم، اما گمان می‌کنم که طعم و مزهٔ کلی آن پیش می‌رود. به همان اندازه که شیرین است، تلخ هم باشد.»